# Периферійний цикл

У цьому графі червоний трикутник, утворений вершинами 1, 2 і 5 є периферійним циклом — інші чотири ребра утворюють окремий міст. Однак, п'ятикутник 1-2-3-4-5 не є периферійним, оскільки два ребра, що залишилися, утворюють два окремих мости.

Перифері́йний цикл у неорієнто́ваному гра́фі — цикл, який не відокремлює будь-яку частину графа від будь-якої іншої. Периферійні цикли (або, як їх спочатку називали, периферійні многокутники, оскільки Татт назвав цикли «многокутниками»), першим вивчав Вільям Татт. Вони відіграють важливу роль в описі планарних графів і в утворенні просторів циклів непланарних графів.

## Визначення
Периферійний цикл {\displaystyle C} у графі {\displaystyle G} можна визначити формально одним із таких способів:
- {\displaystyle C} є периферійним циклом, якщо він є простим циклом у зв'язному графі з властивістю, за якої для будь-яких двох ребер {\displaystyle e_{1}} і {\displaystyle e_{2}} в {\displaystyle G\setminus C}, існує шлях у {\displaystyle G}, який починається в {\displaystyle e_{1}}, закінчується в {\displaystyle e_{2}} і не має внутрішніх точок, що належать {\displaystyle C}[3].
- {\displaystyle C} є периферійним циклом, якщо він є породженим циклом із властивістю, за якої підграф {\displaystyle G\setminus C}, утворений видаленням ребер і вершин циклу {\displaystyle C}, зв'язний.[4]
- Якщо {\displaystyle C} є будь-яким підграфом графа {\displaystyle G}, міст[5] графа {\displaystyle C} є мінімальним підграфом {\displaystyle B} графа {\displaystyle G}, який не має спільних ребер з {\displaystyle C} і має властивість, за якої всі його точки приєднання (вершини, суміжні ребрам, які належать {\displaystyle B} і {\displaystyle G\setminus B} одночасно) належать {\displaystyle C}[6]. Простий цикл {\displaystyle C} є периферійним, якщо він має рівно один міст[7]

Легко бачити еквівалентність цих визначень: зв'язний підграф графа {\displaystyle G\setminus C} (разом із ребрами, що зв'язують його з {\displaystyle C}) або хорда циклу, яка порушує породження циклу, в будь-якому випадку має бути мостом, і має бути також клас еквівалентності бінарного відношення на ребрах, у якому два ребра пов'язані, якщо вони є кінцями шляху без внутрішніх вершин у {\displaystyle C}

## Властивості
Периферійні цикли з'являються в теорії багатогранних графів, тобто, вершинно 3-зв'язних планарних графів. Для будь-якого планарного графа {\displaystyle G} і будь-якого планарного вкладення {\displaystyle G} межі вкладення, породжені циклами, мають бути периферійними циклами. У багатогранному графі всі грані є периферійними циклами і будь-який периферійний цикл є гранню. Звідси випливає, що (до комбінаторної еквівалентності, вибору зовнішньої грані та орієнтації площини) будь-який багатогранний граф має унікальне планарне вкладення.
У планарних графах простір циклів утворений гранями, але в непланарних графах периферійні цикли відіграють аналогічну роль — для будь-якого вершинно 3-зв'язаного скінченного графа циклічний простір утворюють периферійні цикли. Результат можна поширити на локально скінченні нескінченні графи. Зокрема, звідси випливає, що 3-зв'язні графи гарантовано містять периферійні цикли. Існують 2-зв'язні графи, які не містять периферійних циклів (прикладом є повний двочастковий граф {\displaystyle K_{2,4}}, в якому будь-який цикл має два мости), але, якщо 2-зв'язний граф має мінімальний степінь 3, то він містить принаймні один периферійний цикл.
Периферійні цикли в 3-зв'язних графах можна обчислити за лінійний час, їх використовують для розробки тестів планарності. Їх також розширено до загальнішого поняття нерозділювальних вушних розкладів. У деяких алгоритмах для перевірки планарності графів корисно знайти цикл, який не є периферійним, з метою розбиття задачі на менші підзадачі. У двозв'язному графі з контурним рангом, меншим від 3, (такому як цикл або тета-граф), будь-який цикл є периферійним, але будь-який двозв'язний граф з контурним рангом 3 і більше має непериферійний цикл, який можна знайти за лінійний час.
Узагальнюючи хордальні графи, Сеймур і Вівер  визначили стиснутий граф як граф, у якому будь-який периферійний цикл є трикутником. Вони описали ці графи як суми за кліками хордальних графів і максимальних планарних графів.

## Пов'язані поняття
Периферійні цикли називали також нерозділювальними циклами, але цей термін двозначний, оскільки він використовується ще для двох інших понять — для простих циклів, видалення яких робить решту графа незв'язною, і для циклів топологічного вкладення графа, таких, що вирізання вздовж циклу не робить незв'язною поверхню, в яку граф укладено.
У матроїдах, нерозділювальний цикл — це цикл матроїда (тобто, мінімальна залежна множина), за якої видалення циклу залишає менший матроїд, який є зв'язним (тобто, який не можна розбити на пряму суму матроїдів). Він аналогічний периферійним циклам, але не тотожний навіть у графових матроїдах (матроїди, в яких цикли є простими циклами графа). Наприклад, у повному двочастковому графі {\displaystyle K_{2,3}} будь-який цикл є периферійним (він має лише один міст, шлях із двох ребер), але графовий матроїд, утворений цим мостом не зв'язний, так що ніякий цикл графового матроїда графа {\displaystyle K_{2,3}} не є нерозділювальним.